# Macrobiotus arguei
Macrobiotus arguei är en djurart som tillhör fylumet trögkrypare, och som beskrevs av Giovanni Pilato och Sperlinga 1975. Macrobiotus arguei ingår i släktet Macrobiotus och familjen Macrobiotidae. Inga underarter finns listade i Catalogue of Life.